# Polnooplaščena krogla
Polnooplaščena krogla (angleško Full metal jacket bullet; kratica FMJ) je krogla, ki je obdana s bakrenim oz. gilding metal plaščem, ki prepreči deformacijo krogle v cevi oz. v mehanizmu zaradi umazanije, pritiska oz. poškodbe izven orožja. Plašč prav tako prepreči razpad krogle in zaščitni sloj prepreči poškodbe cevi.
Naboji s polnoplaščnimi kroglami se lahko uporabljajo v večini strelnih orožij, njihova prednost je tudi zadovoljiva prebojnost in ubojnost. Danes pa ta tip krogel kjub temu zaradi večje uporabe neprebojnih jopičev in čelad ni več tako učinkovit. 